# قرنینی
قرنینی (به عربی: القرنيني) یک شهرداری در الجزایر است که در استان جلفه واقع شده‌است.
 قرنینی  ۴٬۰۳۶ نفر جمعیت دارد.